# Maxillaria gorbatschowii
Maxillaria gorbatschowii är en orkidéart som beskrevs av R.Vásquez, Dodson och Pierre Leonhard Ibisch. Maxillaria gorbatschowii ingår i släktet Maxillaria och familjen orkidéer.
Artens utbredningsområde är Bolivia. Inga underarter finns listade i Catalogue of Life.